# Jacques Ier de Bade
Pour les articles homonymes, voir Jacques Ier.
Jacques Ier de Bade (Jakob I von Baden), né le 14 mars 1407 à Hachberg, décédé le 13 octobre 1453 à Mühlburg (de), est margrave de Bade de 1431 à 1453.

## Famille
Jacques Ier de Bade est le fils de Bernard Ier de Bade et d’Anne d'Oettingen.
Il épousa le 25 juillet 1422 Catherine de Lorraine (1407-1439), fille de Charles II de Lorraine.
Sept enfants sont nés de cette union :
- Charles Ier de Bade (1425-1475), margrave de Bade-Bade ;
- Bernard II de Bade (1428-1458), margrave de Bade-Pforzheim de 1453 à 1458, qui fut béatifié ;
- Jean II de Bade (1430-1503), qui entra dans les ordres et fut archevêque-électeur de Trêves ;
- Georges de Bade (1433-1484), qui entra dans les ordres et fut évêque de Metz ;
- Marc de Bade (1434-1478), qui entra dans les ordres et fut chorévêque de Liège et de Cologne ;
- Marguerite de Bade (1431-1457), qui en 1446 épousa le margrave Albert III Achille de Brandebourg (Maison de Hohenzollern) ;
- Mathilde (de) (morte en 1485), qui entra dans l'ordres des clarisses et fut abbesse à Sainte Maria Magdalena de Trêves.

## Biographie
Jacques Ier de Bade fut un homme très pieux, il fit ériger de nombreuses églises et fonda le monastère de Fremesberg.
Selon le traité signé en 1380 par son père et son oncle Rodolphe VII de Bade, les deux premiers fils de Jacques Ier de Bade, considérés comme héritiers du margraviat de Bade, reçurent une solide éducation. Quant aux autres enfants ils reçurent une éducation religieuse très stricte. Son troisième fils, Georges de Bade entra dans les ordres, puis revint un bref moment dans la vie civile pour retourner à la vie religieuse, il fut évêque de Metz.
Jacques Ier de Bade fut l'opposé de son père. Le pape Pie II qualifia le margrave Jacques Ier de Bade de « célèbre parmi les Allemands pour sa justice et son intelligence »
Jacques Ier de Bade gouverna les possessions familiales du Hohenberg, à la mort de son père il gouverna le duché de Bade. Il fut considéré comme un homme pugnace, économe à l'encontre de son margraviat, il fut très populaire parmi les princes en sa qualité de médiateur. Au service de Sigismond Ier du Saint-Empire et Frédéric II du Saint-Empire, ceux-ci le tinrent en haute estime.
Son épouse Catherine de Lorraine reçoit en dot la ville de Saint-Dié-des-Vosges qu'il gère avec droiture jusqu'en 1458. Il met au pas le Chapitre de la ville et fait édifier un charmant palais doté de jardins magnifiques sur les bords de la Meurthe.
Sa sœur Agnès de Bade obtint le divorce au moment des tractations de Jacques Ier de Bade pour obtenir le duché de Schleswig. Celle-ci prit la fuite et son frère perdit le duché. Hors de lui, Jacques Ier de Bade fit enfermer à vie sa sœur au château d'Alt-Eberstein.
Par le traité de Sponheim, Jacques Ier de Bade obtint des possessions sur la Moselle. En 1442 pour 30 000 florins il acquit la seigneurie de Lahr et de Malhburg.
Jacques Ier de Bade appartint à la première branche de la Maison de Bade, elle-même issue de la première branche de la Maison de Zähringen.